# Piophila casei
Piophila casei és una espècie de dípter braquícer de la família Piophilidae; té una distribució cosmopolita. Com altres espècies de la mateixa família les seves larves parcialment resisteixen l'ambient de l'estòmac humà i poden arribar vives al tracte digestiu causant una miasi. Tanmateix intencionadament de vegades s'introdueixen aquestes larves en alguns tipus de formatge com per exemple el casu marzu de Sardenya.

## Característiques
Els adults fan de 3 a 4 mm de llargada, el cos és de color negre però la cara i les potes són grogues. Les larves fan 9-10 mm de llargada i són de color blanc groguenc.
Les femelles ponen els ous en el peix en conserva, pernil o formatge. Els ous es desclouen després d'un dia o dos. Per arribar a la fase de pupació calen dues setmanes i l'estadi de pupa dura 12 dies. Els adults viuen de 4 a 10 dies. Les larves poden saltar per expansió i contracció ràpida del seu cos.